# Султан-Увайс-хан
Султан-Увайс-хан, также Вайс-хан (чагат. سلطان وایس خان‎) — хан Моголистана (1418—1421, 1425—1428). Сын Шир Али-оглана, сына (по другим данным, брата) Мухаммад-хана I.
Достигнув совершеннолетия, вступил в борьбу за власть с Шир Мухаммад-ханом. Утвердился на престоле при поддержке эмира Худайдада после того как Шир Мухаммад-хан внезапно умер естественной смертью.
Являясь убежденным приверженцем ислама, запретил монголам совершать набеги на мусульман и начал священную войну против ойратов, в которой постоянно терпел поражения, причём умудрился дважды попасть к ним в плен. По свидетельству Мухаммада Хайдара Дуглата, хан шестьдесят один раз выступал против калмыков и только один раз не проиграл битвы.
Первый случай произошел в битве в месте под названием Мин-Лак, где хан, будучи схвачен, был приведен к Эсэн-тайши. Когда привели хана, Эсэн спешился и с большим почтением подошел к хану. Но хан отвернулся и не поднял руки, чтобы пожать руку своему сопернику. Тогда Эсэн-тайши был убежден и, оказав хану большую честь, отпустил его на свободу. Увайс-хан, когда его потом спросили, почему он не поклонился Эсэну, ответил:
"Если бы он (Эсэн-тайши) обращался со мной благородно, я бы из страха за свою жизнь подошел к нему с почтением. Но так как он шел ко мне с опущенной головой, то мне пришло в голову, что настал час моей мученической смерти; и не подобает мусульманину почитать неверного или одобрять его поступки, поэтому я не приветствовал его".
Увайс-хан имел еще одну битву с Эсэн-тайши, в окрестностях Турфана, и снова был разбит и взят в плен.  Эсэн сказал хану, когда его привели к нему:
"На этот раз я отпущу тебя только после того, как ты отдашь мне свою сестру Махтум-Ханым в качестве выкупа".
Махтум-Ханым была отдана ему, и хан был отпущен на свободу. Обычно сообщают, что хан имел шестьдесят одно сражение с ойратами, только однажды он одержал победу; во всех остальных случаях он был разгромлен.
Отсутствие таланта военачальника в конце концов привело к тому, что в 1428 году он был разбит и пал в битве с Сатук-ханом, посланным эмиром Улугбеком на завоевание Могулистана. Причём, в этой битве он был по недоразумению застрелен своим же помощником. После этого Сатук-хан был провозглашен ханом Могулистана, что фактически установило власть эмира Улугбека.